# Charles Robinson
Charles Shane Robinson (nacido el 2 de julio de 1964) es un árbitro de lucha libre profesional actualmente trabaja para la empresa WWE. Robinson hizo su debut en la lucha libre en 1995 para Pro Wrestling Federation (PWF) como fotógrafo y luego como árbitro.

## Historia

### Inicio
Mientras crecía, Robinson idolatraba a la superestrella de la National Wrestling Alliance, Ric Flair. Robinson fue entrenado por Tommy Young para ser árbitro en la NWA con el fin de perfeccionar sus gestos como árbitro. Su carrera de lucha libre profesional se inició cuando se unió a la Pro Wrestling Federation (PWF) como fotógrafo en 1993, complementando sus ingresos trabajando como vendedor en la empresa. Después de ser empleado como árbitro invitado especial, sirvió para que más tarde se convirtiera en árbitro de tiempo completo para la PWF

### World Championship Wrestling (1997-2001)
Robinson solicitó en muchas oportunidades unirse a la World Championship Wrestling (WCW). En 1997, después de trabajar con Dan Hedman como representante profesional en ventas, se le dio la oportunidad de arbitrar una lucha como prueba, arbitrando en un dark match entre Chris Taylor y un Jobber. Luego de la lucha, Robinson firmó un contrato para formar parte de la WCW.
En 1999, Robinson se convirtió en un árbitro Heel a favor de los Four Horsemen, aliándose con Flair. Robinson con frecuencia favorecia a los Four Horsemen en luchas oficiales, enfureciendo a Randy Savage. Savage, que había sido suspendido por Flair (entonces el presidente de WCW), propuso una lucha entre su novia, Gorgeous George, y Robinson, con Savage ser reintegrado si George derrotara a Robinson. La lucha que marcó el debut de la lucha libre de Robinson, tuvo lugar en WCW Slamboree el 9 de mayo de 1999. Robinson, conocido como "Little Naitch" (en referencia al apodo de Flair, el "Nature Boy"), subió al ring con una túnica similar a los usados por Flair, e imitaba los gestos de Flair, usando sus movimientos de firma y la frase de Flair "wooo". Robinson emuló los instintos de Flair durante toda la lucha, el uso consuetudinario de tácticas ilegales de Flair, pero de todas maneras fue derrotado por George, que le cubrió tras un "Flying Elbowdrop". Robinson peleó su segunda lucha una semana más tarde, haciendo equipo con Flair para hacer frente a Randy Savage y Madusa en un episodio de WCW Monday Nitro. En el curso de la lucha, Savage hizo una fallida "Flying Elbowdrop" a Robinson, agrietando su vértebra y colapsando su pulmón. Después de someterse a tratamiento, Robinson volvió a la televisión de la WCW varias semanas más tarde, y fue nombrado como presidente sustituyendo a Flair. Luego Robinson regresó a sus funciones de arbitraje.
Robinson se volvería Heel en el otoño de 1999, este tiempo sería un revestimiento con Sid Vicious y Rick Steiner. Robinson se involucraría siendo el árbitro en las luchas de Vicious y Steiner. Esto continuaría durante un mes antes de que Robinson se volviera un árbitro imparcial.
En 2000, Robinson apareció en una película producida por la WCW "Ready to Rumble".

### World Wrestling Federation/Entertainment/WWE (2001-presente)

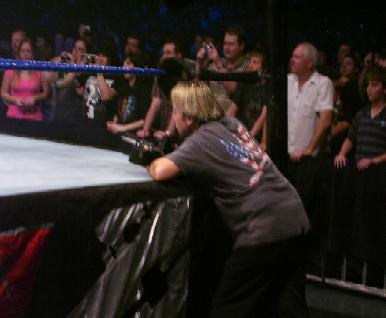
Robinson en un Tour, (fotografía hecha el 17 de junio de 2008).

Cuando la World Wrestling Federation compró las acciones de la World Championship Wrestling en marzo de 2001, Robinson fue contratado por la WWF. Debutó en la WWF como miembro de la Alianza, en el PPV WWF Invasion el 22 de julio de 2001. El arbitró su primera lucha en la WWF el 2 de julio de 2001. A pesar de ser un miembro de la Alianza, Robinson, a diferencia de sus compañeros de la Alianza, fue un árbitro justo e imparcial. Un ejemplo de esto sería en Monday Night Raw en la edición del 20 de agosto en 2001, cuando recibió Tajiri una victoria sobre Booker T por descalificación cuando Booker T comenzó a ahorcar a Tajiri con su camisa. Arbitró la lucha entre The Rock vs Booker T en SummerSlam, donde The Rock se llevó la victoria tras un "Rock Bottom" ganando así el Campeonato Mundial Peso Pesado de la WCW.
En 2002, la WWF pasó a llamarse "World Wrestling Entertainment", y la empresa se dividió en dos "marcas", Raw y SmackDown!. Robinson fue asignado inicialmente a RAW, pero fue cambiado posteriormente a SmackDown!, donde arbitraría luchas de mujeres. En SmackDown en el episodio del 1 de julio de 2004, Robinson fue forzado a luchar contra Luther Reigns por el Gerente General Kurt Angle. Sin embargo, la lucha fue detenida rápidamente por Charlie Haas. En 2005, Robinson arbitra la última lucha de Eddie Guerrero en contra de Ken Kennedy en un episodio de Friday Night Smackdown. Guerrero murió dos días después de la lucha, la cual, el tributo salió al aire.

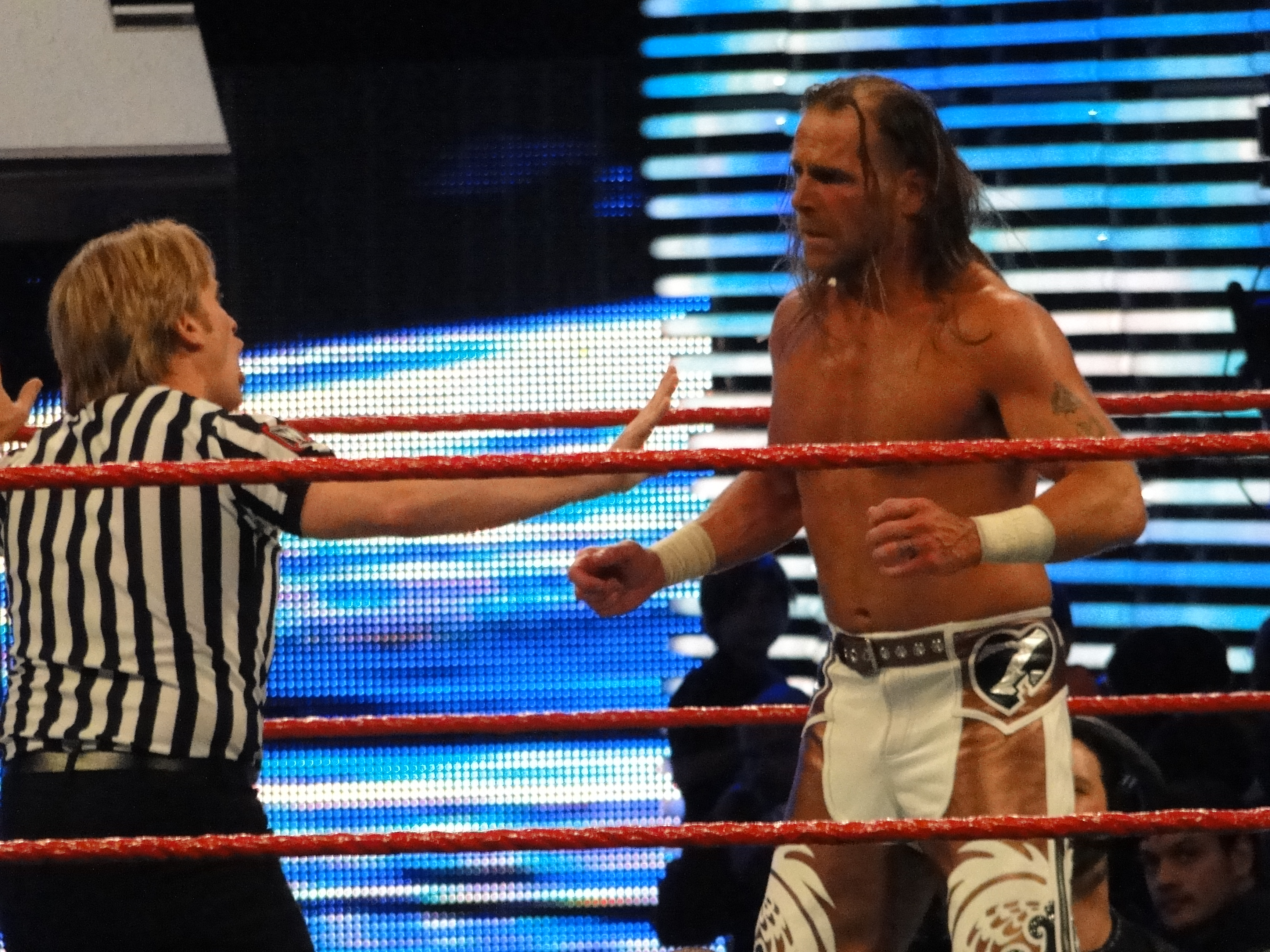
Robinson deteniendo a Michaels luego de que este ya habría sido eliminado de la batalla real.

En No Mercy 2006, Robinson arbitró la lucha entre Mr. Kennedy y The Undertaker, pero le dio la victoria a Kennedy luego de descalificar al Undertaker, luego de que este golpeara a Kennedy con el cinturón del Campeonato de los Estados Unidos, el cual estaba en juego, luego de haber sido descalificado, el Undertaker le aplicó una "Tombstone Piledriver" a Kennedy y luego a Robinson por descalificarle. Robinson también arbitró la lucha entre Rey Mysterio, Randy Orton y Kurt Angle por el Campeonato Mundial de la WWE en WrestleMania 22, también árbitro una lucha en WrestleMania 23, y tuvo el privilegio de arbitrar la última lucha de su luchador favorito Ric Flair ante Shawn Michaels en WrestleMania XXIV. En esa misma noche sustituyó al árbitro Corderas el cual estaba arbitrando la lucha entre The Undertaker y Edge por el Campeonato Mundial Peso Pesado. En ese combate es recordado por ingresar al ring corriendo la larga rampa de entrada mientras Undertaker cubría a Edge y esperaba el conteo. Este hecho es recordado como la "corrida histórica", donde el árbitro Corderas fue golpeado y cayendo hacia el ringside inconsciente.
En Friday Night SmackDown en el episodio del 21 de junio de 2008, Robinson fue obligado a luchar en una lucha pactada por la Gerente General Vickie Guerrero después de expulsar a Chavo Guerrero del ringside durante una lucha entre Bam Neely y Matt Hardy. Aquella lucha pactada la perdió ante The Great Khali en una lucha de squash. Luego de la lucha, Robinson tuvo que ser llevado por los funcionarios médicos. Regresó en una lucha entre Edge y The Big Show, donde detuvo a Big Show de dar un con-chair-to a Edge. En noviembre de 2008 la WWE decidió que los árbitros ya no serían exclusivos de cada marca, si no que tendrían el pase de arbitrar tanto en la ECW, SmackDown y Raw. Robinson también Arbitró la última lucha de Shawn Michaels ante The Undertaker en Wrestlemania 26. Charles estuvo en la lucha de The Undertaker ante Triple H Cuando Shawn Michaels fue atacado durante la lucha donde recibió un Chokeslam por parte de The Undertaker dejándolo inconsciente.
También arbitró la exitosa victoria de Triple H contra Sting en WrestleMania 31 el 28 de marzo de 2015, que fue el primer combate de Sting en WWE, y eligió personalmente a Robinson como árbitro. En el SummerSlam en ese mismo año, también arbitró el combate entre Brock Lesnar y The Undertaker en el evento principal, donde el combate terminó de forma controvertida luego de que The Undertaker aplicara un golpe bajo e hiciera rendir a Lesnar y Robinson no vio que el primero previamente hizo el tapping (es decir, se había rendido) con el Kimura Lock. En una entrevista entre bastidores, admitió que, después de ver las repeticiones, The Undertaker si se rindió, pero Robinson confirmó que no importaba si el cronometrador o la multitud lo vieron, el combate debía continuar puesto que solo el árbitro debe ser testigo de la rendición de un luchador. Otro árbitraje polémico de Robinson ocurrió el 1 de mayo de 2016 en el evento Payback, cuando le tocó arbitrar el combate por el Campeonato Femenino de WWE entre Charlotte Flair y Natalya. Durante el combate, pidió sonar la campana cuando Charlotte tenía sometida a Natalya en el Sharpshooter a pesar de que Natalya no se rindió. Esto causó algo de polémica, ya que fue similar al infame suceso de la Traición de Montreal, y más teniendo en cuenta que Bret Hart estuvo en ringside en el combate, viendo como su sobrina fue saboteada de la misma manera que él 19 años atrás.
El 29 de enero de 2017, Robinson estaba arbitrando el combate entre John Cena y AJ Styles por el Campeonato de la WWE de este último, cuando se desgarró la fascia plantar de su pie izquierdo a los siete minutos del iniciarse el combate. Eso no evitaría que completara el combate, pero posteriormente estuvo fuera de acción durante dos meses, durante los cuales se sometió a una cirugía exitosa. Regresó el 25 de marzo de 2017 durante un house show de SmackDown Live en Johnson City. Hizo su regreso a la televisión en el episodio del 28 de marzo de 2017 de 205 Live.
En abril de 2020, Robinson se convirtió en el árbitro oficial principal de SmackDown, después de que Mike Chioda, fuera liberado de su contrato con la WWE como parte de los recortes presupuestarios derivados de la pandemia de COVID-19.
En abril de 2024 arbitró la lucha estelar de la noche dos de Wrestlemania XL entre Roman Reigns y Cody Rhodes por el campeonato indiscutible universal.

## Vida personal
El 11 de octubre de 2000, Robinson se casó con una mujer llamada Amy. Amy fue diagnosticada con melanoma de pulmón en enero de 2001, y murió el 7 de abril de 2002. Él tiene una hija de una relación anterior llamada Jessica.
El 18 de abril de 2014, mientras viajaba con WWE en Arabia Saudita, Robinson sufrió un extraño accidente mientras ayudaba a armar el ring de lucha libre, lo que provocó que casi perdiera el pulgar. La lesión requirió seis puntos.

## Campeonatos y logros
- WWE
  - Slammy Award (1 vez)
    - Árbitro del año (2020)